# Paul Schneider (beeldhouwer)

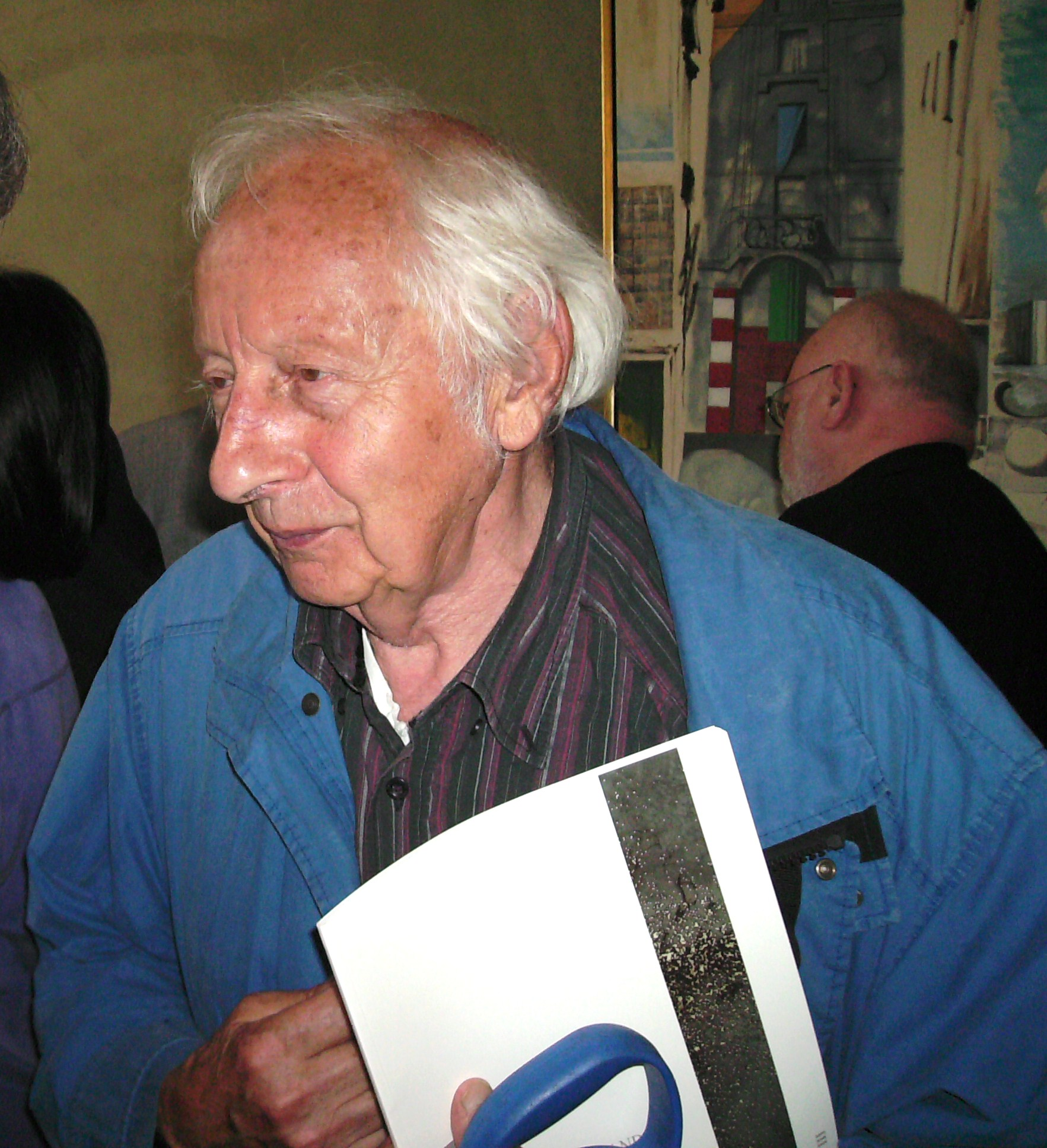
Schneider in 2012

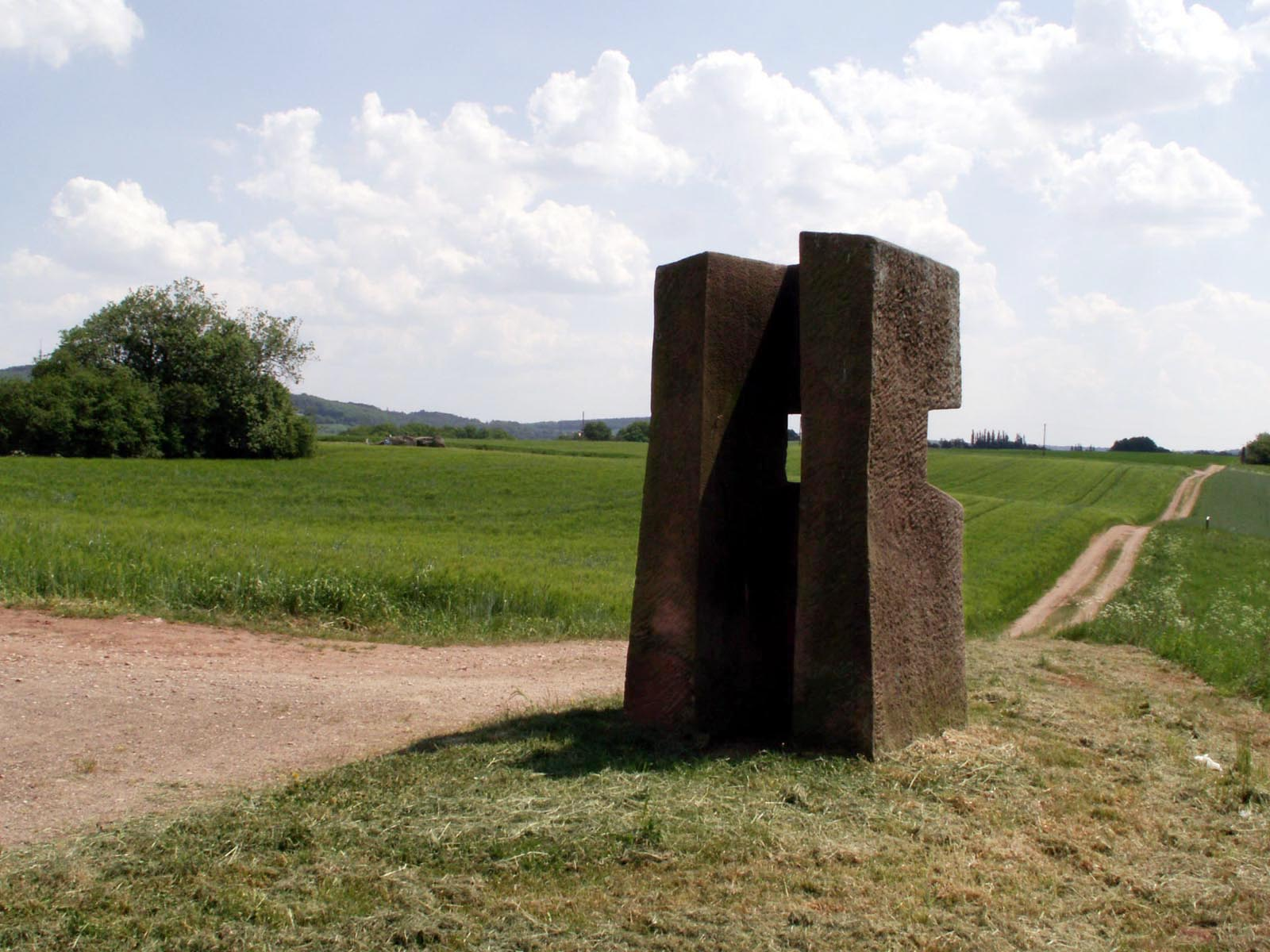
Durchblick in die Landschaft (1972), Straße der Skulpturen (St. Wendel)

Paul Schneider (Saarbrücken, 5 mei 1927 – 16 april 2021) was een Duitse beeldhouwer.

## Leven en werk
In 1945 volgde Schneider met goed gevolg een opleiding tot metselaar. Aansluitend bezocht hij aan de volkshogeschool een schildercursus met als doel kunstenaar te worden. Hij deed zijn eerste ervaring op met het werken met klei en het aquarelleren. Van 1948 tot 1951 studeerde hij de vakken schilder-, teken- en beeldhouwkunst aan de Staatliche Werkakademie Kassel in Kassel bij de hoogleraren Kay Heinrich Nebel, Ernst Röttger en Arnold Bode. Om zijn studie te kunnen financieren werkte hij in een steenhouwerij, waar hij zich bekwaamde in het maken van grafschriften. Van 1952 tot 1953 studeerde hij bij de beeldhouwer en kunstpedagoog Hans Mettel aan de Staatliche Hochschule für Bildende Künste – Städelschule in Frankfurt am Main. Schneider brak die studie evenwel weer af, daar hij deze als te beperkend ervoer om vrij te kunnen scheppen. 
In 1958 maakte Schneider een studiereis naar Italië, in 1962 gevolgd door een reis naar Griekenland. De kunstenaar, die tot die tijd vooral figuratief werkte, liet sindsdien de figuratie los en ging steeds abstracter werken. In 1967 schreef Schneider zich in voor een lasopleiding. De opgedane ervaring stelde hem in staat met andere materialen te gaan werken.

## Beeldhouwersymposia
In 1971/72 nam hij aan het eerste Internationale Bildhauer-Symposion in Sankt Wendel deel. Dit symposium was georganiseerd door Leo Kornbrust en leidde tot de Straße der Skulpturen (St. Wendel). Een jaar later werd hij als steenbeeldhouwer uitgenodigd deel te nemen aan het Symposion Europäischer Bildhauer in het Oostenrijkse Sankt Margarethen im Burgenland, dat in 1959 voor het eerst plaatsvond op initiatief van de beeldhouwer Karl Prantl. 
In de jaren hierna was hij veelvuldig aanwezig bij beeldhouwersymposia, in 1969 Kosice (Tsjechië), in 1974 Neumarkt in der Oberpfalz en Bad Kreuznach, in 1975/76 Perchtoldsdorf (Oostenrijk), in 1980/1989/1992 in diverse steden in India, in 1995 in Bilsdorf en in 1998 Iserlohn en Merzig.
Van 1976 tot 1978 was hij als deelnemer en initiator betrokken bij een internationaal beeldhouwersymposium Fußgängerzone Saarbrücken St. Johann. Hij kreeg in 1984 de Kunstpreis der Stadt Saarbrücken. Hij leeft en werkt in Merzig.

## Steine an der Grenze
Tijdens zijn deelname aan Karl Prantls "Symposion Europäischer Bildhauer" ontstond bij Schneider de wens een eigen symposium voor steenbeeldhouwers te organiseren. In 1985 stichtte hij met gelijkgezinden een vereniging en een jaar later vond het eerste Bildhauersymposion bei Merzig plaats. Hij had kunstenaars uitgenodigd uit Duitsland, Frankrijk, Luxemburg en Zwitserland. Hun beeldhouwwerken werden langs wandelpaden geplaatst, die langs de Frans-Duitse grens liepen. Schneider gaf het project de naam "Steine an der Grenze". Nog zes zulke symposia vonden plaats, waarmee het totaal der gemaakte sculpturen op dertig kwam, gemaakt door 28 internationale beeldhouwers. In 2002 werden de twee projecten "Steine an der Grenze" en "Straße der Skulpturen (St. Wendel)" samengevoegd. Schneider sloot zijn project ook aan bij de door Leo Kornbrust geïnitieerde "Europese Straße des Friedens".